# Sunčane skale
Sunčane skale är en inledningsvis Jugoslavisk, sedermera Serbien-montenegrinsk och idag  montenegrinsk popmusikfestival som sedan 1994 hålls varje sommar i Herceg Novi i Montenegro. Festivalen har hållits i princip varje år, endast 1999 har den haft uppehåll.  

## Festivalen
Festivalen hålls i tre dagar. Dag 1 delas Prinčeva nagrada (prinsens pris) ut till sångare som nominerats i olika kategorier. Dag 2 är den första tävlingsdagen, den för nya talanger kallad Nove zvijezde (nya stjärnor). Sista dagen delas huvudpriset ut och en låt/artist utses till Pjesma ljeta (sommarens låt).

## Vinnare
Nedan listas de artister som vunnit huvudkategorin dag 3, Pjesma ljeta. Tävlingen har generellt vunnits flest gånger av artister från Balkan, men 2011 vann svenska Qpid tävlingen och året därpå vann turkiska J-DA. Eurovision Song Contest-deltagarna Tijana Dapčević, Kaliopi och Dado Topić har samtliga vunnit tävlingen. 
- Sunčane Skale 1994 - Maja Nikolić - Baš sam se zaljubila
- Sunčane Skale 1995 - Filip Žmaher
- Sunčane Skale 1996 - Leontina Vukomanović - Jedna od sto
- Sunčane Skale 1997 - Zorana Pavić - Hoću da umrem dok me voliš
- Sunčane Skale 1998 - Vlado Georgiev - Ako ikad ostarim
- Sunčane Skale 2000 - Tifa och Makadam - Evo ima godina
- Sunčane Skale 2001 - Ivana Banfić - Sad je kasno
- Sunčane Skale 2002 - Tijana Dapčević - Negativ
- Sunčane Skale 2003 - Bojan Marović - Tebi je lako
- Sunčane Skale 2004 - Romana Panić - Nikad i zauvijek
- Sunčane Skale 2005 - Goran Karan - Ružo moja bila
- Sunčane Skale 2006 - Milena Vučić - Da l' ona zna (Vinnare av Nove zvijezde)
- Sunčane Skale 2007 - Lejla Hot - Suza stihova (Vinnare av Nove zvijezde)
- Sunčane Skale 2008 - Aleksandra Bučevac - Ostani
- Sunčane Skale 2009 - Kaliopi och Naum Petreski - Rum dum dum
- Sunčane Skale 2009- Milica Milisavljević Dugalić - Prođoh kroz goru (Bästa folkmusiksalbum på Balkan)
- Sunčane Skale 2010 - Dado Topić och Anita Popović - Govore mojim glasom anđeli
- Sunčane Skale 2011 - Qpid - Under the Radar
- Sunčane Skale 2012 - J-DA - Gel gel
- Sunčane Skale 2013 - Teška industrija och Kemal Monteno - Majske kiše
- Sunčane Skale 2014 - Dimitar Andonovski - Ako me boli (endast Nove zvijezde)
- Sunčane Skale 2015 - Karin Soiref - Sing My Song (endast Nove zvijezde)